# Felsőtyukos
Felsőtyukos vagy Felsőtyúkos, 1912-ig Oláhtyukos (románul: Ticușu Nou, 1920–25-ben Ticușul Român, népiesen Ticușu Românesc vagy Ticușu Românilor, németül: Wallachisch-Tekes vagy Konradsdorf, szász nyelvjárásban Blesch-Tâkes) falu Romániában, Erdélyben, Brassó megyében.

## Fekvése
Az Olt jobb partjához közel, Kőhalomtól közúton 27 km-re délnyugatra, Fogarastól 31 km-re északkeletre fekszik.

## Nevének eredete
Először német melléknévi formában mint Neutekeser említik 1600-ban, majd latin melléknévként 1627-ben mint Tykosiensium. Magyarul először 1721-ben említették, Olla Tyukos alakban. Eredeti magyar és német neve Szásztyukoséval párhuzamos. Érdekesség, hogy nincs Alsótyukos. Utóbbi névre az Országos Községi Törzskönyvbizottság Gainárt kívánta átnevezni, de az első világháború miatt Fogaras vármegye helységneveit nem módosították.

## Története
Szásztyukosra az 1540-es években települtek moldvai románok. Az Olt melléki új település Újtyukos néven a szásztyúkosi románokból jött létre 1601 előtt, a székelyek Szásztyukosra költözésével egyidőben. Határát 1627-ben mérték föl, akkortól számított különálló településnek. Kőhalomszékhez, néha Felső-Fehér vármegyéhez, 1876-tól Nagy-Küküllő vármegyéhez tartozott. Mai kőtemploma 1784-ben épült.

## Népessége
- 1910-ben 768 lakosából 741 volt román és nyolc német anyanyelvű; 597 ortodox, 147 görögkatolikus és 19 római katolikus vallású.
- 2011-ben 626 lakosából 541 vallotta magát román és 66 cigány nemzetiségűnek.